# Colleen Camp
Colleen Celeste Camp (7 de junio de 1953 en San Francisco, California) es una actriz y productora estadounidense conocida por sus actuaciones en la franquicia de Police Academy y en Clue. También ha actuado en Apocalypse Now y en Election.

## Carrera
Debutó en los años 70 con pequeños papeles entre los que destaca el de Funny Lady, protagonizada por Barbra Streisand. Tres años atrás había trabajado en Game of Death como Ann, la novia del personaje de Bruce Lee. También cantó el tema principal del film, «Will This Be The Song I'll Singing Tomorrow». En 1979 actuó bajo las órdenes de Francis Ford Coppola en Apocalypse Now, pero gran parte de su interpretación fue suprimida en las primeras proyecciones en los cines. No obstante, aparecería en la edición extendida. También fue la primera actriz en interpretar a Kristin Shepard —hermana del personaje de Linda Gray— en Dallas, hasta que fue sustituida por Mary Crosby.
En cuanto a las comedias, actuó en 1981 en They All Laughed, en 1983 en Valley Girl y en 1994 en Greedy, pero su actuación más destacada fue como la agente Kathleen Kirkland en la segunda y la cuarta parte de Police Academy. También fue la mucama Ivette en la película de 1985 Clue.
En 1982 y 1993 fue nominada a dos Golden Raspberry Awards a la peor actriz de reparto por sus papeles en The Seduction y Sliver.
En 1999 actuó en Election, junto con Reese Witherspoon, y en Knock knock en 2015. En cuanto a la pequeña pantalla, en 2009 apareció en un episodio de House M.D. y en otras producciones como Entourage.

## Vida personal
Estuvo casada a partir de 1986 hasta 2001 con el ejecutivo de Paramount John Goldwyn, con quien tiene una hija.